# Route nationale 59 (Estonie)
Pour les articles homonymes, voir Route nationale 59.
La route nationale 59 (Tugimaantee 59) est une route nationale estonienne reliant Pärnu à Selja. Elle mesure 23,5 km.

## Tracé
- Comté de Pärnu
  - Pärnu
  - Reiu
  - Paikuse
  - Sindi
  - Seljametsa (en)
  - Kõrsa (en)
  - Urumarja (en)
  - Taali (en)
  - Randivälja (en)
  - Tori
  - Selja